# كاركندة (أنزان الشرقي)
کارکندة (بالفارسية: کارکنده) هي قرية تقع في إيران في قسم أنزان الشرقي الريفي. يقدر عدد سكانها بـ 1,088 نسمة .